# Reino Gay y Lésbico de las Islas del Mar del Coral
El Reino Gay y Lésbico de las Islas del Mar del Coral (en inglés: Gay and Lesbian Kingdom of the Coral Sea Islands) fue una autoproclamada micronación no reconocida, establecida como una protesta política simbólica realizada por un grupo de activistas LGBT del sureste de Queensland, Australia. Es una expresión del nacionalismo queer.
El reino se disolvió el 17 de noviembre de 2017 luego del voto positivo en la Encuesta Postal sobre la Ley de Matrimonio de Australia que legalizó el matrimonio entre personas del mismo sexo.

## Historia
El 14 de junio de 2004 un grupo reclamó el territorio de las Islas del Mar del Coral y declararon su secesión de Australia tras navegar hasta la isla más grande e izar allí la bandera del arco iris. Uno de los miembros del grupo, Dale Parker Anderson (nacido en 1965), fue declarado emperador, con el nombre de Dale I. La «secesión» fue realizada en protesta por la decisión de prohibir los matrimonios homosexuales del parlamento federal australiano. 
Desde 2005, el grupo australiano estuvo envuelto en disputas internas y secesiones en varios grupos. Entre ellos se incluyen dos grupos localizados en América, el Gay and Lesbian Commonwealth Kingdom, liderado por Jaix Broox, el Unified Gay Tribe, liderado por Bill Freeman y Enrique Pérez, y Gay Homeland Foundation, grupo localizado en Alemania y cuyo líder es Víctor Zimmermann. Ninguno de estos grupos reclama el territorio de las Islas del Mar del Coral.
El «reino» no fue reconocido por ningún estado y no se produjo ningún asentamiento humano, por lo que las islas del Mar del Coral permanecieron deshabitadas. El reino afirmaba haber comenzado un servicio de correos el 1 de enero de 2006. Se supone que el servicio de correos funcionaba entre las islas del Mar del Coral y Queensland, sin embargo, en julio de 2006 todavía no había una confirmación independiente de su naturaleza exacta y de la frecuencia. El «reino» emitió sus primeros sellos en julio de 2006 y pretendía seguir una política conservadora «con el fin de conseguir una buena reputación entre los filatélicos». La página web del «reino» afirmaba que el turismo, la pesca y las ventas filatélicas eran su única actividad económica.

### Disolución
A fines de 2016, el sitio web oficial del Reino Gay y Lésbico de las Islas del Mar del Coral agregó un enlace para dirigir a los espectadores al sitio web de The Equality Campaign, la organización que llamó a los votantes australianos a participar en la Encuesta Postal sobre la Ley de Matrimonio de Australia, en que un voto de "sí" impulsaría al Parlamento de Australia a promulgar el matrimonio entre personas del mismo sexo.
Tras la decisión del gobierno australiano de legalizar el matrimonio entre personas del mismo sexo, el reino se disolvió el 17 de noviembre de 2017.